# Wringinanom (Tongas)
Wringinanom is een bestuurslaag in het regentschap Probolinggo van de provincie Oost-Java, Indonesië. Wringinanom telt 6192 inwoners (volkstelling 2010).